# Mermessus singularis
Mermessus singularis là một loài nhện trong họ Linyphiidae.
Loài này thuộc chi Mermessus. Mermessus singularis được Alfred Frank Millidge miêu tả năm 1987.